# Jardín Botánico Mont Fleuri

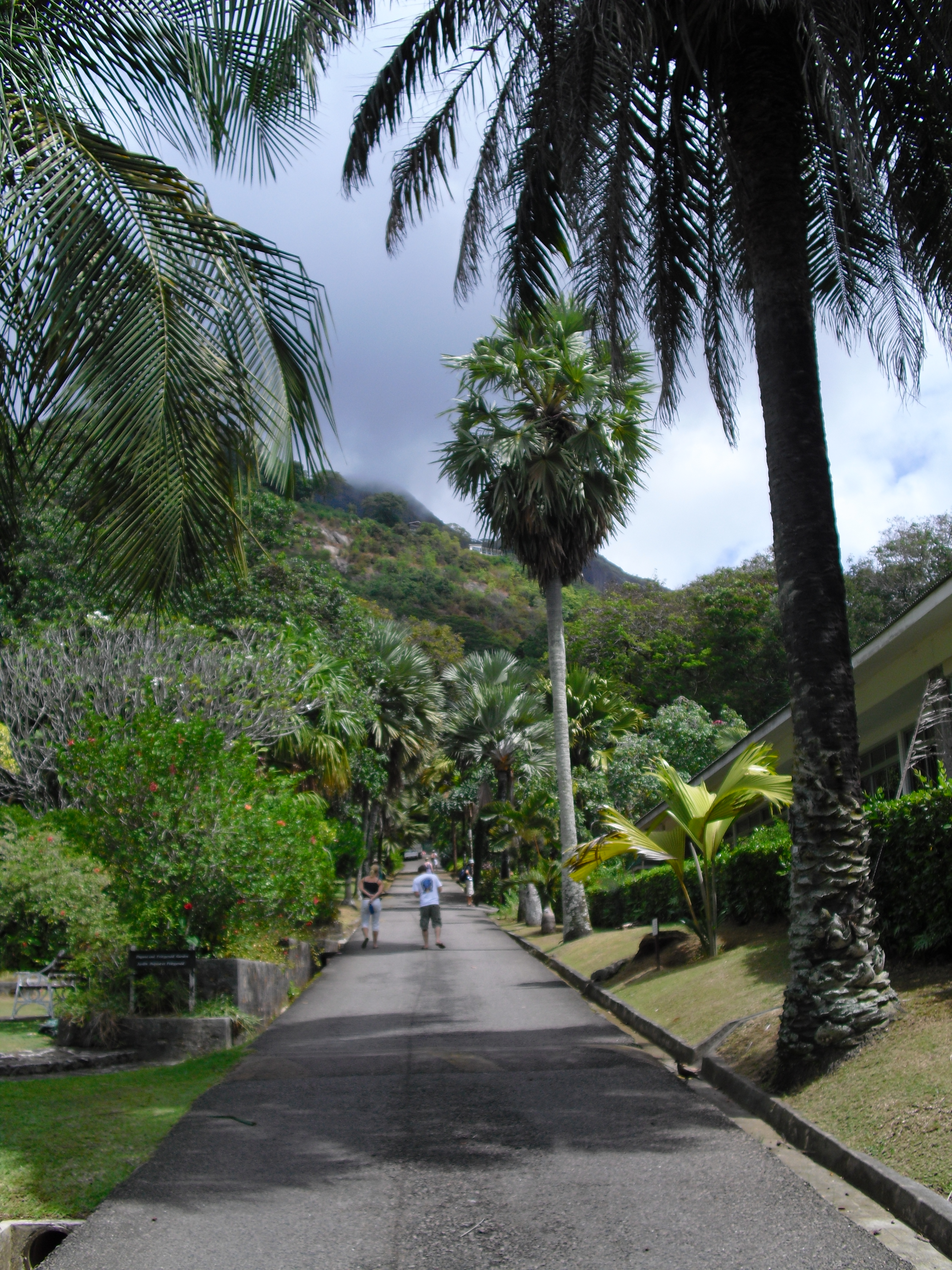
Paseo de entrada del jardín botánico, a la derecha se aprecia el edificio del Ministerio de Medioambiente.

El Jardín Botánico de Mont-Fleuri en inglés : Mont Fleuri Botanical Gardens Seychelles también conocido como Victoria Botanical Gardens) es un jardín botánico con unas 6 hectáreas de extensión, en las Seychelles en su capital Victoria en el distrito de "Mont-Fleuri". Es el único de su tipo en la isla y una atracción turística. En el jardín botánico se encuentra el Ministerio de Medio Ambiente, que tiene su sede allí. Este jardín botánico es miembro del BGCI y presenta trabajos para la International Agenda Registrant, su código de reconocimiento internacional como institución botánica, así como las siglas de su herbario es MAHE.

## Localización
El parque está situado a los pies del Mont Fleuri del mismo nombre, una montaña de 150 m de altura. La entrada del parque se encuentra en la carretera de Mont Fleuri a una altitud de unos 8 m s. n. m.. 
Los puntos más altos del parque de seis hectáreas es una altitud de unos 100 m s. n. m.
El jardín se extiende a una anchura de aproximadamente 120 metros a lo largo de un camino central que va alrededor de la mitad de un kilómetro a lo largo del Mont-Fleuri.4°37′48.71″S 55°27′20.74″E / -4.6301972, 55.4557611

Su promedio anual de lluvias es de 2000 mm.

## Historia

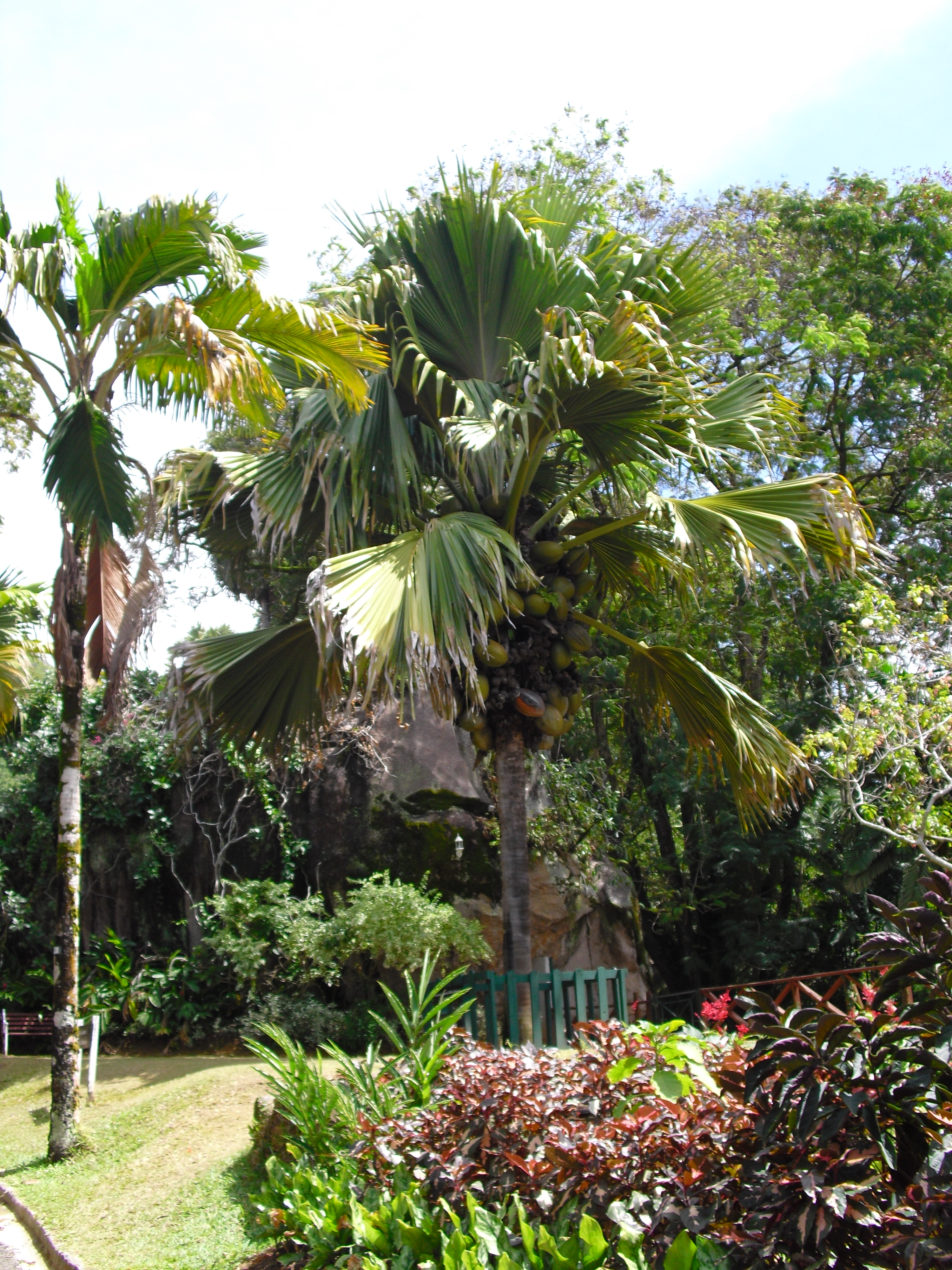
La palmera de cocos de mar del príncipe Felipe "Prince Phillip Coco-de-Mer-Palme" de 1956 con más de 70 frutos.

La decisión de crear un jardín botánico en las Seychelles fue adoptada por la administración del archipiélago el 3 de marzo de 1900.  Expresaron la esperanza de que esto ayudaría a los agricultores en su trabajo y para animarles a cultivar nuevas plantas de interés económico. 
En el fondo se encontraba la dependencia de la economía de Seychelles del cultivo de la vainilla y los productos derivados del coco, y un intento de diversificar sus producciones agrícolas.
Su creación estaba enmarcada en la tradición de los "Jardin du Roi" de la dominación francesa en otras partes del sur de Mahé se crearon  ya otros que persiguen objetivos parecidos. 
El botánico y experto agrícola oriundo de Mauricio Paul Evenor Rivalz Dupont se hizo cargo de la ejecución y gestión del jardín. Después de su nombramiento como curador del Jardín Botánico, Dupont comenzó el 4 de febrero de 1901 con seis empleados para cultivar las plantas del jardín. Dupont fue también comisario de tierras de la Corona y el responsable en las Seychelles de las plantaciones de palmas en Praslin y Curieuse. 
Asimismo trajo de sus viajes por todo el mundo, un gran número de plantas tropicales a las Seychelles, que constituyen la base de la biodiversidad del jardín. En 1935 Dupont volvió a Mauricio, donde  el 20 de enero de 1938 a la edad de 67 años murió. 
En el año de 1956 la pareja real británica visitó las islas Seychelles. Con motivo de esta visita fue plantada la palmera "Coco-de-Mer-Palme Prince Phillip" ("Palmera de Coco de Mar Príncipe Felipe"), que como pocas cultivada fuera de su área natural de distribución produce una cantidad inusual de frutos. 
La gestión del parque después de la independencia de las Seychelles está desarrollada por el Ministerio de Medio Ambiente, que también tiene su sede en el borde del área del jardín. 
Originalmente creada como Estación Botánica de experimentación de cultivos de uso económico, ahora este jardín botánico y Parque, es uno de los principales atractivos turísticos de la isla de Mahé. El propósito original de protección de las especies se extiende hoy a la formación en la planificación del paisaje, la protección ambiental y el ecoturismo.

## Colecciones
El jardín se extiende a una anchura de aproximadamente 120 metros a lo largo de un camino central que tiene más de 500 metros bordeando al Mont-Fleuri. 
Hay 33 especies de palmas, de las cuales 6 especies son endemismos de la isla. Además, el jardín alberga 66 especies de árboles y tres especies de árboles Pandanus.  
También nos encontramos con las especies nativas de las tortugas gigantes de Aldabra y el murciélago de Seychelles (Pteropus seychellensis).  
En la parte superior del jardín está situada una zona boscosa que es uno de los últimos bosques vírgenes en las Seychelles.

## Actividades
Entre las actividades y programas desarrollados en el centro se encuentran:
- Programa de estudio de plantas medicinales.
- Programa de conservación "Ex Situ".
- Programa de reintroducción de especies amenazadas o en peligro.
- Programas de investigación en Ecología
- Conservación de ecosistemas
- Programas educativos.
- Etnobotánica
- Horticultura
- Estudio de la biología y control de especies invasoras.
- Restauración Ecológica
- Conservación de semillas y esporas.